# Museu de Arte Religiosa e Tradicional
O Museu de Arte Religiosa e Tradicional é um museu localizado na cidade de Cabo Frio, estado do Rio de Janeiro. Instalado no antigo Convento de Nossa Senhora dos Anjos - uma construção barroca do século XVII -, o museu é atualmente mantido e administrado pelo Instituto Brasileiro de Museus.